# Concessão Excelência em Educação Geofísica
A   Concessão Excelência em Educação Geofísica  é um prêmio científico concedido pela União Geofísica Americana. A distinção, instituída em 1996, é conferida para honrar um indivíduo, um grupo ou uma equipe que produziram um impacto positivo no ensino da geofísica em todos os níveis: educacionais ou profissionais.   

## Laureados
- Laureados com a Concessão Excelência em Educação Geofísica  (1997-2007)